# 夏嘉璐
夏嘉璐（1977年7月12日—），台灣知名新聞主播。畢業於國立臺北大學社會學系社會工作組、國立臺灣大學國家發展研究所碩士班大陸組，大學時期曾經擔任國立臺北大學第3屆學生自治會會長。現任TVBS新聞台《晚間67點新聞》當家主播、好消息衛星電視台《真情部落格》主持人。

## 學歷
- 臺北市立景美女子高級中學
- 國立臺北大學社會學系社會工作組
- 國立臺灣大學國家發展研究所大陸組

## 經歷
- 中華歐亞基金會研究助理
- 中天新聞台記者、主播
- 壹電視新聞台主持人、主播
- TVBS頻道主持人
- TVBS新聞台主播、主持人
- 2024雙十國慶典禮主持人與謝向榮搭檔

## 曾主播過或曾主持過的節目
| 時間                                 | 頻道             | 節目                   | 備註               |
| 2003年─2010年2月                     | 中天新聞         |                        | 記者、主播、主持人 |
| 2010年7月下旬─2013年5月10日          | 壹電視新聞台     |                        | 主播、主持人       |
| 2013年5月中旬－2014年3月14日         | TVBS頻道         |                        | 主持人             |
| 2013年6月20日－2014年3月14日         | TVBS頻道         | 《Today正經話》        | 主持人             |
| 2014年3月31日－至今                  | TVBS新聞台       | 《晚間6、7點新聞》     | 當家主播           |
| 2015年7月5日－2016年10月9日          | TVBS頻道         | 《T觀點》              | 主持人             |
| 2016年3月8日－至今                   | 好消息衛星電視台 | 《真情部落格》         | 主持人             |
| 2024年6月1日、6月2日、6月8日、6月9日 | TVBS頻道         | 《TVBS文茜的世界週報》 | 代班主持人         |

## 外部連結
- 夏嘉璐主播專區-TVBS官方網站 （页面存档备份，存于）
- 夏嘉璐的Facebook專頁
- 夏嘉璐的Instagram帳戶